# Последна теорема на Ферма
Последната теорема на Ферма (известна още като великата или голямата теорема на Ферма) е знаменито твърдение от теорията на числата. То гласи, че при {\displaystyle n>2} не съществуват цели положителни числа {\displaystyle x}, {\displaystyle y} и {\displaystyle z}, удовлетворяващи уравнението {\displaystyle x^{n}+y^{n}=z^{n}}. При {\displaystyle n=1} и при {\displaystyle n=2} уравнението има безброй много решения. Случаят {\displaystyle n=2} е изследван още в древността; свързан е с теоремата на Питагор и Питагоровите триъгълници.
Теоремата е формулирана за първи път от Пиер дьо Ферма през 1637 г. в полето на книгата „Аритметика“ от Диофант. В бележката Ферма твърди, че доказателството е прекалено дълго, за да се смести в границите на полето.
Теоремата няма значими математически следствия, но опитите за решаването ѝ са довели до откриването на множество важни за математиката твърдения. Поради своята простота и елегантност, а по-късно и заради явната си сложност тя става едно от главните предизвикателства пред математиците за период от 358 години. Нерешената задача е стимулирала развитието на теорията на числата през XIX век и доказателството на теоремата на модуларността през XX век. Смята се за една от забележителните теореми в историята на математиката. В световните рекорди на Гинес е отбелязана като „най-трудната математическа задача“ заради многото неуспешни опити да бъде решена.
Първото правилно доказателство на теоремата е публикувано през 1994 г. от Андрю Уайлс. Първоначалният вариант съдържа грешка, отстранена от автора след двугодишни усилия. Доказателството е прието окончателно през 1996 г. и съдържа 150 страници. То е твърде сложно и проверката му е по силите на съвсем малко математици.
За това доказателство Андрю Уайлс получава Абелова награда през 2016 г. Обосновката на комитета по награждаването гласи: „за очарователното доказателство на последната теорема на Ферма чрез теоремата за модуларността на полустабилни елиптични криви, откриващо нова ера в теорията на числата.“